# Parque das Mangabeiras

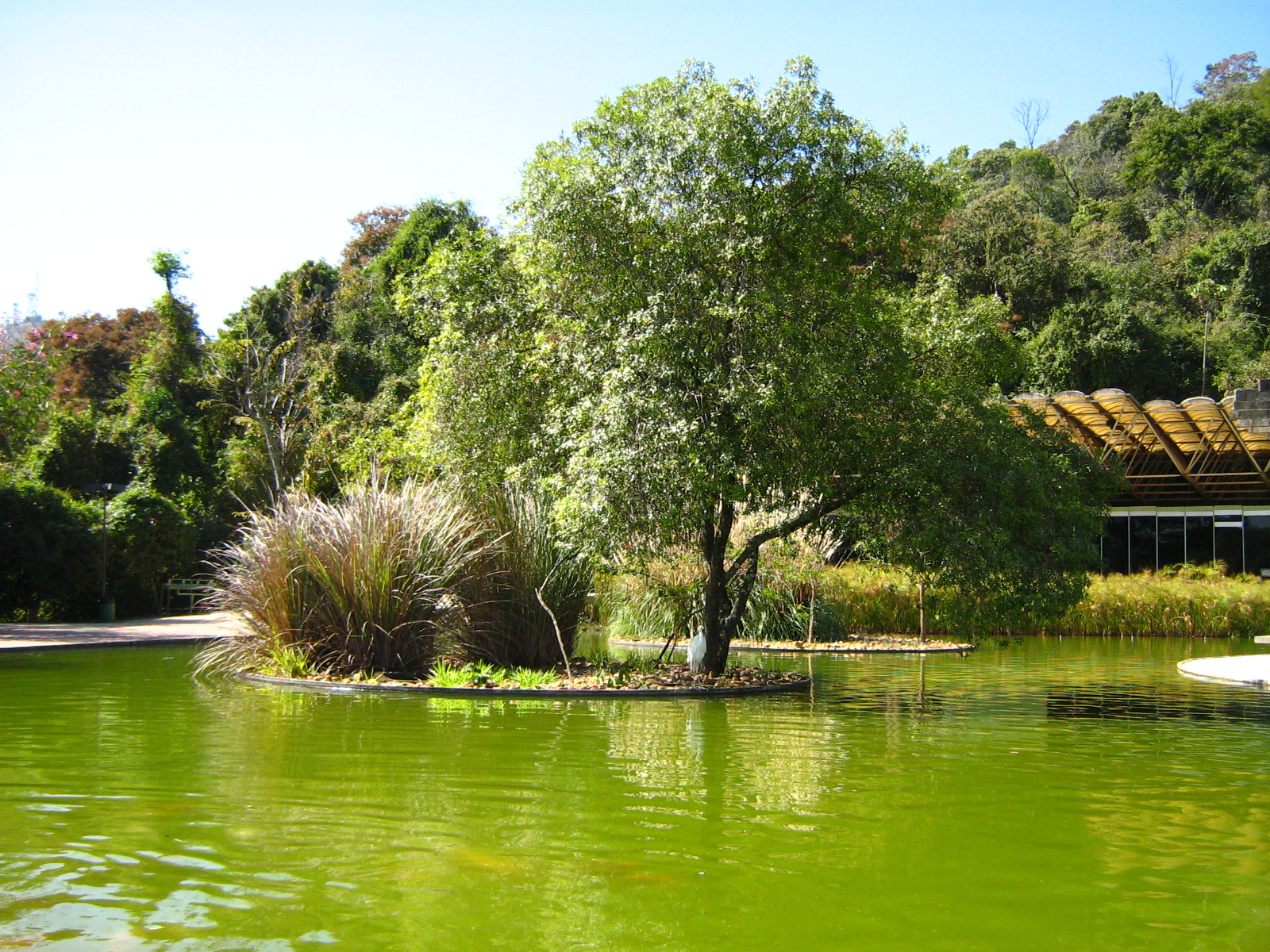
Praça das Águas.

El parque das Mangabeiras es un parque urbano en Belo Horizonte, Brasil. Está ubicado en la Serra do Curral, en el sur de la ciudad y el límite norte del área conocida como Cuadrilátero Ferrífero. Se inauguró en 1982 y cuenta con 2 350 000 m² de zona completamente rodeada. 
El parque das Mangabeiras es la mayor área verde de la ciudad, y uno de los parques urbanos más grandes de América Latina. Con sus 337 hectáreas y más de 2 millones de metros cuadrados, está situado en la Serra do Curral. El parque se define como un lugar de  preservación del medio ambiente e investigación abierto al público. El área está habitada por más de un centenar y medio de especies de aves. El bosque está compuesto por varias muestras de la vegetación del estado. El paisaje verde fue diseñado por Roberto Burle Marx y se encuentra a más de mil pies de altura en uno de los puntos más altos de Belo Horizonte. 